# Chouxia
Chouxia es un género con seis especies de plantas de flores perteneciente a la familia Sapindaceae. 

## Especies seleccionadas
- Chouxia bijugata
- Chouxia borealis
- Chouxia macrophylla
- Chouxia mollis
- Chouxia saboureaui
- Chouxia sorindeioides